# کلاغ فلورس
کلاغ فلورس(نام علمی: Corvus florensis) نام یک گونه از سرده کلاغ است.